# Шахматы в России

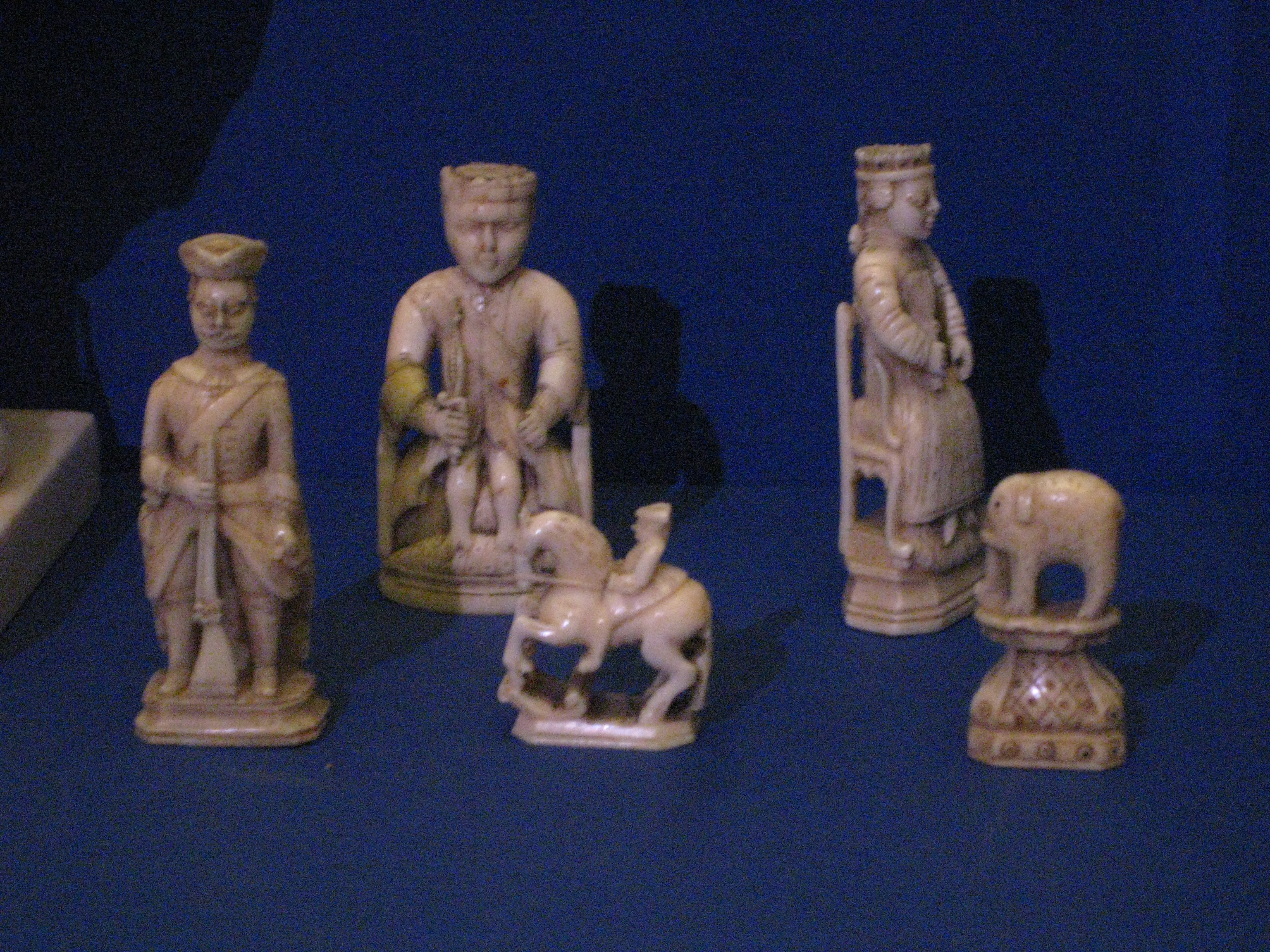
Шахматные фигуры из моржового клыка (середина XVIII века)

## История
В Древнюю Русь шахматная игра проникла с Востока (предположительно, каспийско-волжским путём) не позднее VIII—IX веков. Это подтверждается археологическими находками и лингвистическими данными: русские термины «шахматы», «слон», «ферзь» — восточного происхождения. Среди находок (всего найдено около 300 фигур) — древнерусские шахматы, обнаруженные в Киеве, Минске, Гродно, Волковыске, Бресте, Белой Веже и других городах, свидетельствующие о том, что уже в XI—XIII веках шахматы были элементом русской культуры. Одним из крупнейших центров шахматной игры в XII—XV веках был Новгород, где при раскопках шахматные фигурки обнаружены во многих усадьбах и домах, принадлежавших представителям различных слоёв городского населения. Упоминания о шахматах часто встречаются и в русском героическом эпосе.
Несмотря на то, что церковь до середины XVII века вела упорную борьбу по искоренению шахмат на Руси как «бесовских игрищ», они были популярны среди ремесленников, торговцев, служилых людей, бояр. Шахматами увлекались Иван Грозный, по одной из версий скончавшийся за шахматной партией, Борис Годунов, Алексей Михайлович и другие государственные деятели. Появились мастера по изготовлению шахматных фигур, так называемые шахматники. Увлечение шахматами в русском государстве отмечали иностранные гости: «Очень распространена игра в шахматы, чуть ли не каждый сумеет объявить вам шах и мат; их искусство проистекает от большой практики» (англ. путешественник Турбервиль в книге «Сказание о России», 1568); «умелыми игроками» назвал русских немецкий учёный А. Олеарий, неоднократно посещавший Москву в 30-х годах XVII века; «эти русские
превосходно играют в шахматы; наши лучшие игроки перед ними — школьники» (французская хроника, 1685). На рубеже XVII—XVIII веков, когда культурное общение России и стран Центральной Европы стало более тесным, в России завершился переход от шатранджа к современным шахматам.
В начале XVIII века распространению шахмат в России способствовал Пётр I, который был большим любителем игры и вводил её на ассамблеях. В шахматы играли А. Меншиков, Г. Потёмкин, А. Суворов, Екатерина II.
В 1-й половине XIX века в России появились первые шахматные мастера: А. Петров и К. Яниш, в начале 1850-х годов — И. Шумов, братья Урусовы, В. Михайлов и другие. Шахматы получили распространение среди дворянской и разночинной интеллигенции. В 1852 году Яниш и Г. Кушелев-Безбородко добились у властей разрешения на создание «Общества любителей шахматной игры» — первого шахматного клуба в России. Помимо организации практической игры, общество разработало 2 устава шахматной игры (основной автор — Яниш). В 1860 году общество прекратило своё существование. Новый шахматный клуб открылся в 1862 году; его ядро составили представители разночинной интеллигенции, среди которых был Николай Чернышевский. Не просуществовав и 5 месяцев, клуб был закрыт царскими властями. Недолго действовал и клуб, созданный в 1869 году.
С 1830-х годов распространение в России получили консультационные партии и игра по переписке: сохранился ряд партий по переписке, в том числе Петрова против Варшавского шахматного клуба (1836) и против 3 петербургских шахматистов (1837), Яниша против Л. Кизерицкого (1838—1939) и т. д. Первые сведения о турнирах в России относятся к началу 1850-х годов; проводились они преимущественно по системе с выбыванием. Разыгрывались также турниры-гандикапы. В 1850—1860-х годах чаще устраивались не турниры, а матчи: Петров в тот период выиграл матчи у Яниша, братьев Урусовых, Шумова; С. Урусов выиграл 2 матча у Шумова.
Рост популярности шахмат и первые шаги в организации шахматной жизни породили необходимость издания отечественной шахматной литературы. В свет вышли книги «О шахматной игре» И. Бутримова (1821), «Шахматная игра, приведённая в систематический порядок, с присовокуплением игор Филидора и примечаний на оныя» А. Петрова (1824), «Новый анализ начал шахматной игры» Яниша (1842—1843). Первенцем русской шахматной периодики стал журнал «Шахматный листок» (1859—1863).
В этот период произошло становление международных связей русских шахматистов, чьи партии, задачи, теоретические исследования публиковались во многих иностранных шахматных изданиях. Петрова, Яниша и Шумова пригласили участвовать в 1-м международном турнире в Лондоне (1851), но они не смогли по ряду причин в нём выступить. Яниш, опоздав на турнир в Лондон, сыграл матч с Г. Стаунтоном, но проиграл. В 1862 году в Петербург приезжал И. Колиш — первый крупный иностранный мастер, посетивший Россию; его матч с С. Урусовым закончился вничью, Шумов потерпел поражение. Первые мастера заложили фундамент отечественных шахмат, подготовили почву для деятельности М. Чигорина и его сподвижников. Петров, его ученики и современники составили «плеяду блестящих шахматистов, которые уже начали оказывать своё влияние на шахматную игру в Европе» (английский журнал «Чесс плейерс мэгэзин», 1867).
Для последней четверти 19 — начала 20 века характерно: создание шахматных организаций в различных городах страны, рост числа соревнований, появление новых сильных шахматистов, успешный дебют русских шахматистов на международных соревнованиях и расширение международных связей, формирование отечественной шахматной школы. Центром шахматной жизни страны оставался Петербург, где шахматисты собирались и играли в ресторанах «Доминик», Прадера, Мильбрета и других. Усилиями Чигорина, Э. Шифферса и других энтузиастов возобновило свою деятельность «Общество любителей шахматной игры» (1879). В 1890-х годах возникло несколько шахматных объединений при собраниях экономистов, врачей и представителей других профессий, среди которых выделялось «Петербургское шахматное общество». Одновременно функционировал кружок шахматистов-любителей, из которого возникло «Петербургское шахматное собрание» (1904), которое организовало ряд крупных всероссийских (4-й Всероссийский турнир 1905—1906 годов, Всероссийские конгрессы 1911 и 1913—1914 годов) и международные (Петербургские турниры 1909 и 1914 года) соревнований, выступило инициатором создания Всероссийского шахматного союза. В 1870-х годах возник Московский шахматный кружок.
Несмотря на трудные условия деятельности, кружок также много сделал для популяризации шахмат в России, организовал 1-й и 2-й Всероссийские турниры (1899, 1900—1901). В конце 1870-х годов шахматный кружок появился в Харькове, в 1882 году он был преобразован в «Общество любителей шахматной игры». В начале 1880-х годов шахматное общество возникло в Ташкенте, а шахматные кружки — в Киеве, где состоялся 3-й Всероссийский турнир (1903), в Казани, Новгороде, Воронеже, Красноярске и других городах. На национальных окраинах Российской империи организация шахматного движения осуществлялась замедленными темпами, что объяснялось не только рядом объективных трудностей, но и боязнью царских властей всяких новых общественных начинаний. Так, только в 1890-х годах шахматные общества возникли в Риге, Варшаве, Вильне; в 1903 году — в Лодзи, где собрались талантливые шахматисты (Г. Сальве, А. Рубинштейн, Г. Ротлеви и другие) и состоялся 5-й Всероссийский турнир (1907). В 1898 году в стране появилось первое региональное шахматное объединение — Прибалтийский шахматный союз. Развитие шахмат в России вызвало необходимость создания централизованного руководящего органа, который смог бы координировать деятельность различных шахматных клубов; таким органом стал Всероссийский шахматный союз (1914).
Рост шахматного движения выдвинул молодых талантливых шахматистов — Шифферса, А. Ашарина, С. Алапина, А. Соловцова и других. Особую роль в развитии шахматного движения в России сыграл Чигорин — организатор и воспитатель целого поколения русских дореволюционных шахматистов. Значение его деятельности столь велико, что весь этот период может быть с полным основанием назван «чигоринским». Первый турнир национального значения состоялся по инициативе Чигорина в Петербурге (1878—1879); участвовали шахматисты Петербурга и Москвы. Победил Чигорин, выигравший решающую партию у Алапина, 3-4-е места разделили Шифферс и Соловцов. С 1899 года стали проводиться Всероссийские шахматные турниры, давшие новый толчок развитию шахмат в России и прежде всего на периферии. Первые 3 турнира выиграл Чигорин, 4-й — Сальве (уступил титул сильнейшего Чигорину в матче), 5-й — Рубинштейн. После 1907 года официальные первенства России не проводились, их заменили Всероссийские турниры мастеров и другие соревнования национального масштаба. В этот период ушли из жизни видные деятели русского шахматного движения: Чигорин, Шифферс, Ашарин. На смену им пришло новое поколение шахматистов.
На международной шахматной арене после успешного дебюта Ш. Винавера (Париж, 1867) успеха добивались Алапин, Рубинштейн, О. Бернштейн, А. Нимцович, Сальве, Ф. Дуз-Хотимирский — победители и призёры многих международных соревнований. Позднее в международных соревнованиях за рубежом дебютировали А. Рабинович (Прага, 1908), Г. Левенфиш (Карлсбад, 1911), С. Фрейман (Кёльн, 1911), С. Левитский (Бреслау, 1912) и другие. Особенно удачно выступал А. Алехин: после успехов в Гамбурге (1910), Карлсбаде (1911), Стокгольме (1912), Схевенингене (1913) он показал выдающийся результат в Петербургском международном турнире 1914, где уступил только Эм. Ласкеру и X. Р. Капабланке.
Начало международным соревнованиям в России было положено Петербургским матч-турниром сильнейших шахматистов мира (1895—1896). В 1907 году Московский шахматный кружок устроил небольшой двухкруговой турнир с участием Г. Марко (1. Дуз-Хотимирский — 4½ очка из 6; 2—3. Марко и Б. Блюменфельд — по 3½). В Лодзи в 1908 году состоялся матч-турнир трёх мастеров (8 кругов): 1. Рубинштейн — 9½ очков из 16; 2. Ф. Маршалл — 8; 3. Сальве — 6½. В матчах в Варшаве Рубинштейн победил Маршалла — 4½ : 3½ (+4 −3 =1); Дуз-Хотимирский сыграл вничью с Маршаллом — 3 : 3 (+2 −2 =2). Петербургский международный турнир 1909 года принёс русским шахматам новый успех — чемпион России Рубинштейн разделил 1-2-е места с Эм. Ласкером и победил его в личной встрече. Силу русских шахматистов подтвердили и гастроли О. Дураса (1913): в Петербурге его опередили Алехин и Левенфиш, в Варшаве — А. Флямберг. «Самоучитель шахматной игры» Шифферса (1907), «Краткий учебник шахматной игры» А. Гончарова (1914), ценные дебютные исследования Алапина, Ашарина, Н. Бугаева, Левитского и других обогатили теорию шахмат, способствовали популяризации шахматной игры в России. В 1914 году в России насчитывалось 25 мастеров (больше, чем в любой другой стране):
Алёхин, Бернштейн, Рубинштейн (общепризнанные гроссмейстеры), Алапин, Блюменфельд, Е. Боголюбов, Винавер, Б. Грегори, Дуз-Хотимирский, Е. Зноско-Боровский, Левенфиш, А. Левин, Левитский, М. Ловцкий, Нимцович, Д. Пшепюрка, А. Рабинович, И. Рабинович, Ротлеви, Н. Руднев, Сальве, А. Смородский, Флямберг, Фрейман, А. Эвенсон.

## Современность (Российская Федерация)
В 1992 году была основана Российская шахматная федерация.
В 2000 году в России был основан турнир Пойковский, который россияне побеждали 9 раз.
В 2002 году в России был основан турнир Аэрофлот Опен, который россияне побеждали 6 раз.
В 2016 году Сергей Карякин выиграл турнир претендентов и осенью сыграл матч за звание чемпиона мира по шахматам с Магнусом Карлсеном в американском городе Нью-Йорк. Впервые с 2008 года россиянин сыграл в матче за звание чемпиона мира по шахматам.
С 1992 по 2018 годы российские шахматисты 12 раз выигрывали шахматный супертурнир в Дортмунде.
В марте 2019 года сборная России досрочно завоевала золотые медали командного чемпионата мира по шахматам, который проходит в Астане (участвовали 10 сильнейших команд мира — России, Индии, Ирана, Египта, Китая, Англии, Казахстана, Азербайджана, США и Швеции), вернув себе звание командного чемпиона мира.
В 2021 году Ян Непомнящий одержал победу в турнире претендентов и получил право сыграть матч за звание чемпиона мира с Магнусом Карлсеном в Дубае во время всемирной выставки Экспо-2020.